# Mady Rahl
Mady Rahl, född 3 januari 1915 i Berlin, Kejsardömet Tyskland, död 29 augusti 2009 i München, Tyskland, var en tysk skådespelare. Rahl medverkade i ett 90-tal filmer och runt 40 TV-produktioner.

## Filmografi, urval
- 1936 – Fripassagerare
- 1937 – Dödssaltomortalen
- 1937 – Till främmande strand
- 1939 – Hallå Janine!
- 1940 – Det fattas en karl
- 1942 – Håll mej kär!
- 1957 – Hajar och småfisk
- 1958 – Förälskad i maj
- 1961 – Alarm på Scotland Yard
- 1965 – Situationen hopplös - men ej allvarlig
- 1967 – Begagnade oskulder till salu